# Saihan Tala (sockenhuvudort i Kina, Inner Mongolia Autonomous Region, lat 48,35, long 116,16)
Saihan Tala (kinesiska: 赛汉塔拉, 赛汉塔拉苏木) är en sockenhuvudort i Kina. Den ligger i den autonoma regionen Inre Mongoliet, i den norra delen av landet, omkring 910 kilometer nordost om regionhuvudstaden Hohhot. Antalet invånare är 13 880. Befolkningen består av 6 593 kvinnor och 7 287 män. Barn under 15 år utgör 15,0 %, vuxna 15-64 år 79 %, och äldre över 65 år 5,0 %.
Trakten runt Saihan Tala är nära nog obefolkad, med mindre än två invånare per kvadratkilometer. Det finns inga andra samhällen i närheten. Trakten runt Saihan Tala består i huvudsak av gräsmarker.
Genomsnittlig årsnederbörd är 428 millimeter. Den regnigaste månaden är juli, med i genomsnitt 100 mm nederbörd, och den torraste är februari, med 3 mm nederbörd.